# Sönke Andresen

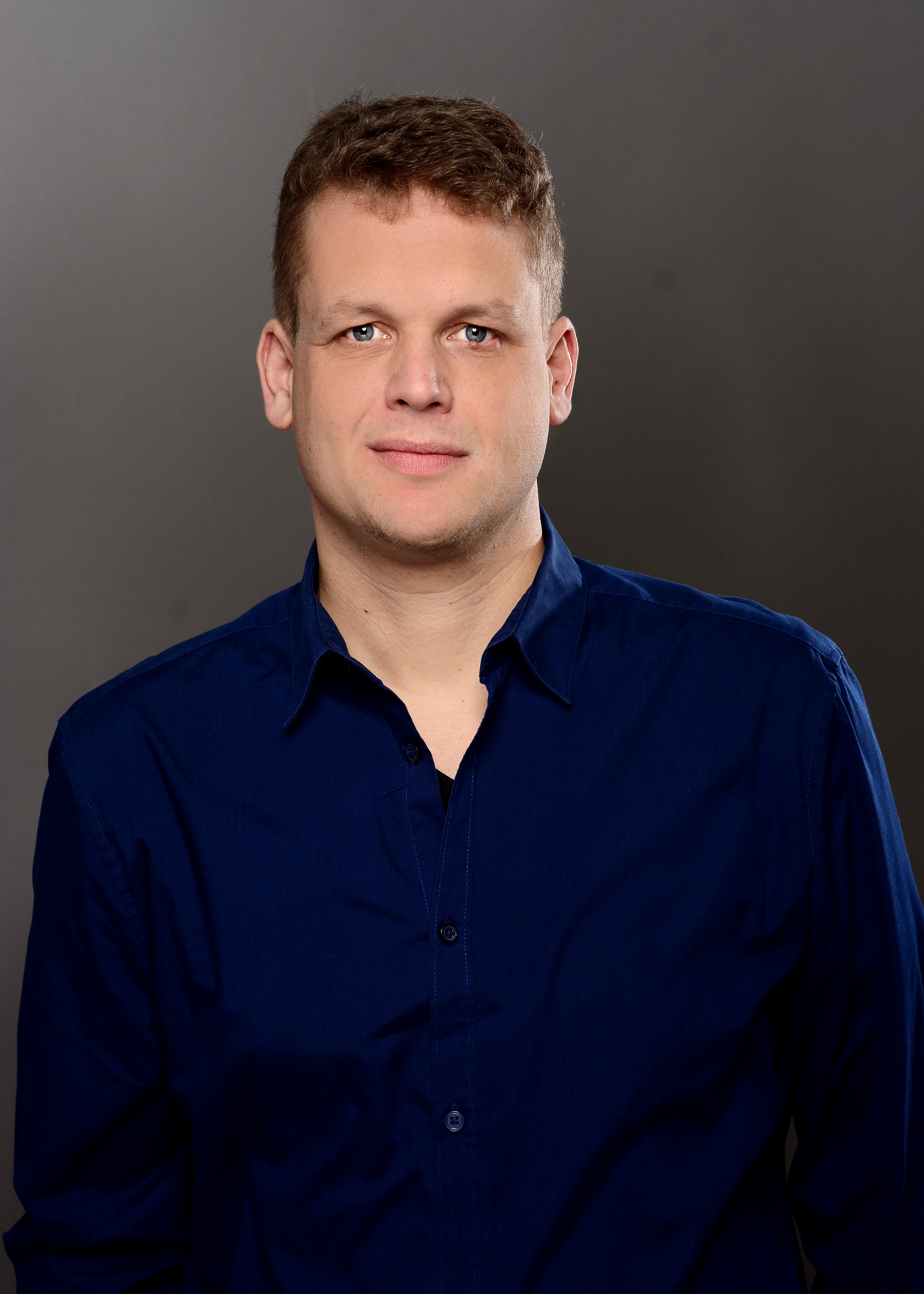
Sönke Andresen (2017)

Sönke Andresen (* 1977 in Hamburg) ist ein deutscher Autor.

## Leben
Andresen studierte Szenisches Schreiben am Deutschen Literaturinstitut Leipzig und Lehramt für das Fach Deutsch an der Universiteit Utrecht. 2007 bis 2008 erhielt er ein Stipendium an der Drehbuchwerkstatt München. Seit 2009 arbeitet Sönke Andresen als Drehbuchautor für Kino und TV und Theaterautor für verschiedene Bühnen.
Zusammen mit dem Regisseur Axel Ranisch realisierte er den Kinofilm Ich fühl mich Disco und zwei Lena-Odenthal-Tatorte für den SWR (Babbeldasch und Waldlust). Ihr Degeto-Fernsehfilm Familie Lotzmann auf den Barrikaden wurde 2019 mit dem Grimme-Preis ausgezeichnet. 2015 kam seine Komödie Ostfriesisch für Anfänger mit Dieter Hallervorden in der Hauptrolle in die Kinos, seine Theater-Adaption des Stoffes wurde auf verschiedenen Bühnen gespielt. 2023 folgten die Kino-Spielfilme Der Pfau und Orphea in Love. 
Sönke Andresen arbeitete für diverse Serienprojekte in verschiedenen Writers' Rooms, unter anderem für den SWR und RTL+. Als Headautor entwickelte er die zweite Staffel der Erfolgsserie Andere Eltern, die 2020 für den Deutschen Comedypreis nominiert war. Zusammen mit Axel Ranisch schrieb er zudem die Miniserie Nackt über Berlin, die 2023 auf ARTE und in der ARD lief. 
Von 2017 bis 2021 war Sönke Andresen Hausautor am Ohnsorg-Theater Hamburg, wo verschiedene Komödien zur Uraufführung kamen (De verdüvelte Glückskeks, Offline för een Avend u. a.,). Seine Theateradaption Münchhausen (nach Flix/Kissel) war 2022 sein erstes Auftragswerk für die Komödie Kurfürstendamm Berlin.
Als Projektkoordinator, Fortbildner und Trainer im Bereich Deutsch als Fremdsprache ist Sönke Andresen seit 2005 an weiterführenden Schulen, Sprachinstituten, Universitäten und vor allem für das Goethe-Institut tätig, außerdem als Lehrbuchautor für verschiedene Prüfungsformate und Verlage.
Andresen lebt als freier Autor und Dozent in Hamburg. Er wird vertreten durch den Verlag der Autoren und ist Mitglied der Deutschen Filmakademie.

## Ehrungen und Auszeichnungen
- 2008 Tankred-Dorst-Drehbuchpreis für das Drehbuch Dustbuster.[1]
- 2009 Erster Preis des Internationalen Filmfestes Emden-Norderney für das Drehbuch Dustbuster.[2][3]
- 2019 Grimme-Preis im Wettbewerb Fiktion für das Drehbuch zu Familie Lotzmann auf den Barrikaden.[4]
- 2019 Nominierung für den Deutschen Comedy-Preis 2020 mit der Serie Andere Eltern.
- 2023 Botschafter des Deutschen Films im Rahmen der Initiative Face to Face von German Films
- 2023 Grand Prix des 60. Golden Prague Festivals für Orphea in Love[5]
- 2025 Nominierung in der Sektion Drehbuch für die DAfFNE-AUSZEICHNUNG 2024 mit der Serie Nackt über Berlin

## Filmografie (Auswahl)
- 2013: Ich fühl mich Disco (Kinospielfilm)
- 2015: Ostfriesisch für Anfänger (Kinospielfilm)
- 2016: Familie Lotzmann auf den Barrikaden (Fernsehfilm)
- 2016: Tatort: Babbeldasch (Fernsehreihe)
- 2017: Tatort: Waldlust (Fernsehreihe)
- 2018: Schwiegereltern im Busch (Fernsehfilm)
- 2019: Andere Eltern, 2. Staffel (Fernsehserie) / Headautor im Writer's Room
- 2020: Großstadtrevier, Folge 462: Elphi (Fernsehserie)
- 2022: Der Pfau (Kinospielfilm)
- 2022: Orphea in Love (Kinospielfilm)
- 2022: Nackt über Berlin (Miniserie)

## Theater (Auswahl)
- 2018: Plattdüütsch för Anfängers (Verlag der Autoren, Premiere am Ohnsorg-Theater Hamburg)
- 2019: De verdüvelte Glückskeks (Verlag der Autoren, Premiere am Ohnsorg-Theater Hamburg)
- 2021: Offline för een Avend (Verlag der Autoren, Premiere am Ohnsorg-Theater Hamburg)
- 2022: Münchhausen (nach dem gleichnamigen Comic von Flix/Kissel, Verlag der Autoren, Premiere am Theater am Kurfürstendamm)
- 2023: Der Martha-Plan (Verlag der Autoren)
- 2024: Der letzte Pinguin (Verlag der Autoren, Premiere am Ohnsorg-Theater Hamburg)